# Перејасловскаја
Перејасловскаја (рус. Переясловская) насељено је место руралног типа (станица) на југозападу европског дела Руске Федерације. Налази се у централном делу Краснодарске покрајине и административно припада њеном Брјуховечком рејону.
Према подацима националне статистичке службе РФ за 2010, станица је имала 8.424 становника.

## Географија
Станица Перејасловскаја се налази у централном делу Краснодарске покрајине на свега 2 километра северно од рејонског центра станице Брјуховецкаје, односно на око 90 км северно од покрајинског центра Краснодара. Село лежи у централном делу Кубањско-приазовске степе на надморској висини од око 18 метара, на десној обали реке Бејсуг.
Кроз насеље пролази деоница железничке пруге Краснодар−Тимашјовск−Ростов на Дону.

## Историја
Станица Перејасловскаја је основана 1794. као једно од првих 40 насеља основаних од стране Кубањских Козака на подручју Кубања. Садашње име и статус добија 1843. године.
Према подацима из 1882. у насељу је живело 2.950 житеља у 433 домаћинства.

## Демографија
Према подацима са пописа становништва 2010. у селу је живело 8.424 становника.
| 2002. | 2010. |
| ----- | ----- |
| 7.818 | 8.424 |